# کاراتوبا
کاراتوبا (به ترکی آذربایجانی: Qaratoba) یک روستا در جمهوری آذربایجان است که در شهرستان قوسار واقع شده‌است. کاراتوبا ۶۳۷ نفر جمعیت دارد.